# Temple Xichan
Le temple Xichan (chinois simplifié : 西禅寺 ; pinyin : xīchán ; mindong : Să̤-sièng-sê) est un temple bouddhique Chan, situé à Fuzhou, chef-lieu de la province du Fujian, en République populaire de Chine.